# 觀霧山椒魚
觀霧山椒魚（Hynobius fucus）又名黑山椒魚。是台灣特有種。主要分佈於雪山山脈西北部的山區，海拔約1500公尺左右。是台灣發現紀錄較晚的兩棲類之一，也是台灣海拔分佈最低的山椒魚。主要特徵是全身都有佈滿了細小的藍、白色斑點，吻肛長約5公分，體長約8公分（可達10公分）長，前、後腳都只有四趾。除與台灣山椒魚相同趾數外，其牠三種山椒魚：阿里山山椒魚、楚南氏山椒魚和南湖山椒魚後趾數都為五趾，這也是分辨山椒魚的最主要特徵之一。目前觀霧山椒魚也列入一級保育類動物。

## 發現史
觀霧山椒魚在1993年於臺灣苗栗縣泰安鄉觀霧山區第一次被發現，牠的體型、體色和其他地區的山椒魚有明顯的不同，但因當時僅有一個個體，無法確認其生態地位，後經數年的調查，採集到較多樣本，於2008年由臺灣生物學家賴俊祥與呂光洋利用粒腺體 DNA 序列的變異進一步分析，確認觀霧山椒魚為一個獨立的物種，並於同年發表為新種。

## 分布
目前已知觀霧山椒魚在雪山山脈及北部山區都有可能發現，目前有分布記錄的地點為新竹林管區、雪霸國家公園的觀霧地區及雪山山脈尾稜的北插天山附近。目前已知最北的分佈點為北插天山，南至大鹿林道西線，東至明池，西至觀霧。與台灣其他種山椒魚的不同之處在於其分布最低可至海拔1310公尺的北插天山地區。